# Eva Turnová
Eva Turnová (* 9. května 1964) je česká baskytaristka, skladatelka, spisovatelka, malířka a překladatelka.

## Život
Vystudovala Filozofickou fakultu na Karlově univerzitě v Praze, obor čeština a angličtina.
Má dceru Johanu s hercem Karlem Dobrým. Jejím prvním manželem byl David Matásek. Chodila také se spisovatelem Emilem Haklem, který jejich vztah románově zpracoval v knize Intimní schránka Sabriny Black.

## Dílo
Přeložila knihu Marka Vonneguta Expres do ráje, filmovou verzi Červeného trpaslíka a několik dalších filmů a scénářů.
Hrála v celovečerních filmech: 
- Jan Hřebejk: Nedělejte nic, pokud k tomu nemáte vážný důvod (1991)
- Petr Zelenka: Mňága - Happyend (1996)
- Viktor Tauš:  Kanárek (1999)

Účinkovala v televizních dokumentech: 
- Dokumentární cyklus České televize Muzikantky režisérky Dany Smržové (2023)
- Dokumentární film Jany Chytilové pro ČT (2010)

Působila jako baskytaristka v kapelách Odvážná srdce (1989–1993), DG 307 (1995–2000), Zbytky charismatu (1997–1999), Šílenství Mejly Hlavsy (1999-2000); v letech 2001 až 2016 hrála se skupinou The Plastic People of the Universe. Koncertuje s vlastní kapelou Eturnity.
Přispívá do týdeníků Instinkt, Reflex, Reportér a Respekt, Deník.cz a na portále Seznam Médium. Své glosy a fejetony čte na stanicích Český rozhlas Plus a Český rozhlas Dvojka.
Nahrála audioknihu Čtení z Turnových hájů a vydala deset dílů knih sloupků Turnový háj 1-10, jejichž výběr vyšel v nakladatelství Argo pod názvem BE100F (best of 1-5).
V roce 2018 se uskutečnila dramatizace jejích sloupků v divadle Husa na provázku.[zdroj?]
V roce 2019 měla několik literárně-hudebních talk show nazvaných Procházka Turnovým hájem v divadle La Fabrika.[zdroj?] Jejími hosty byli: Radkin Honzák, Pjér la Šé'z, Adéla Elbel, Jan Kraus, Vladivojna La Chia a Jan Hřebejk.
Vybrané výstavy obrazů:
- 2013 Turnový háj, VISIO ART GALLERY, Plzeň
- 2014 Jinotaje a stejnozřejmosti, Galerie Lucerna, Praha, spolu s Martinem Frindem
- 2018 Garden is open, kavárna Velryba, Praha, spolu s Vratislavem Brabencem
- 2018  25. výtvarné sympozium, zámek Mikulov, spolu s Liborem Lípou, Tono Stanem, Pavlem Opočenským, Jakubem Špaňhelem, Martinem Gerbocem, Duncanem Higginsem, Teou Dohnalovou, Noemi Smolík a Wernerem Mallym
- 2022 Para lamenta, Poslanecká sněmovna Parlamentu ČR